# اولاف لوباشنکو
اولاف لوباشنکو (لهستانی: Olaf Lubaszenko؛ زادهٔ ۶ دسامبر ۱۹۶۸) بازیگر، کارگردان فیلم و صداپیشه اهل لهستان است.
از فیلم‌ها یا برنامه‌های تلویزیونی که وی در آن نقش داشته است، می‌توان به کیلر، قمار فوتبال، خبرچینان – پدران و دختران، شر کمتر، روزگار خوش، تلخ و شیرین، پوزنان ۵۶، حوزه استحفاظی ۱۳، فیلمی کوتاه درباره عشق، حدود پروردگار و صد سال خاندان وینیخ اشاره کرد.